# Опоясанный полоз
Опоясанный полоз (лат. Argyrogena fasciolata) — вид змей семейства ужеобразных. Единственный вид рода Argyrogena.
Общая длина колеблется от 75 см до 1,2 м. Голова небольшая, постепенно сужается к морде. Имеет 1 клювовидный щиток. Носовой щиток разделён. Глаза большие с круглыми зрачками. Туловище длинное и тонкое с гладкой чешуёй.
Молодые полозы имеют тёмную окраску спины с белыми узкими поперечными полосками в передней половине тела. Взрослые особи на спине окрашены в кирпично-красный, коричневый цвет с узкими поперечными полосами белого, коричневого и чёрного цветов. Задняя часть туловища имеет менее чёткие полосы. Брюхо жёлтого и кремового окраса.
Любит равнины, аллювиальные почвы, травянистую и лесную местность, кустарники, парки, сады, предгорья. Прячется под камнями и среди мусора. Активен днём. Это очень агрессивная змея, которая при угрозе или беспокойстве раздувает шею, скручивается, поднимает голову. Питается грызунами, землеройками, летучими мышами, лягушками, ящерицами.
Это яйцекладущая змея. Самка в январе откладывает 2—6 яиц. В июле появляются молодые полозы длиной 15 см.
Живёт в Индии (штаты Карнатака, Гоа, Махараштра, Андхра-Прадеш, Чхаттисгарх, Орисса, Джхаркханд, Бихар, Уттар-Прадеш, Западная Бенгалия). Часто встречается на острове Шри-Ланка, в Пакистане, Непале, Бангладеш.